# Phare de Little Traverse
Le phare de Little Traverse (en anglais : Little Traverse Light), est un phare du lac Michigan situé sur le côté nord de la baie de Little Traverse (en) pour marquer l'entrée du port d' Harbor Springs dans le Comté d'Emmet, Michigan.

## Historique
En 1871, Orlando Metcalfe Poe a recommandé la construction de cette lumière. Cependant, une pénurie de fonds a retardé le Congrès américain à donner suite à cette demande. Le site a été acheté en 1883, et l'United States Lighthouse Service a construit la lumière en 1884.

### Premier phare
C'est une tour quadrangulaire en brique au pignon d'une maison de gardien de deux étages. La salle des lanternes décagonales est peinte en blanc et a un toit rouge. La lentille de Fresnel de quatrième ordre a été fabriquée à Paris par L. Sautter, Lemonnie & Co. en 1881. Une tour pyramidale carrée de cloche de brume a été construite en 1896 devant la tour. La structure et le mécanisme de frappe sont toujours en place. 

### Nouveau phare
Le phare était occupé par du personnel jusqu'en 1963, date à laquelle une tour métallique de remplacement sur une base en béton a été construite. Il est situé devant l'ancien du phare. 
Il est très difficile de visiter le phare car il est situé sur une propriété privée et à moins que vous ne soyez propriétaire d'une maison dans la communauté fermée ou que vous soyez un invité, vous n'êtes pas autorisé à l'intérieur. Il y a un point de contrôle qui est ouvert 24h/24 à l'entrée.

## Description
Le phare actuel est une tour métallique claire-voie de 19 m de haut, avec une balise automatique. La tour est peinte en blanc. Il émet, à une hauteur focale de 22 m, un flash vert par période de 6 secondes. Sa portée est de 10 milles nautiques (environ 19 km).
Identifiant  : ARLHS : USA-444 ; USCG :  7-17855.

### Lien connexe
- Liste des phares au Michigan